# Kruczynek
Kruczynek – wieś w Polsce położona w województwie wielkopolskim, w powiecie średzkim, w gminie Nowe Miasto nad Wartą
W latach 1975–1998 miejscowość administracyjnie należała do województwa poznańskiego.